# Antoine-Sébastien Lavialle de Masmorel
Antoine-Sébastien Lavialle de Masmorel (21 septembre 1781, Donzenac - 17 juin 1852, Brive) est un magistrat et homme politique français.

## Biographie
Président du tribunal de Brive, depuis 1816, et conseiller général de la Corrèze sous la Restauration, il fit de l'opposition au ministère Polignac et se présenta comme candidat d'opposition, le 23 juin 1830, dans le 1er collège de la Corrèze, où il échoua face à Alexis de Noailles. Mais, à une élection partielle du 6 septembre 1831, il fut élu député du 2e collège de la Corrèze (Brive), en remplacement de Rivet, dont l'élection avait été annulée.
Il échoua aux élections générales de 1834, mais fut réélu dans le même collège, le 4 novembre 1837. Il avait voté cependant contre l'hérédité de la pairie, mais il avait appuyé le ministère du 15 avril 1837 et s'était prononcé en faveur de la loi d'apanage.

## Sources
- « Antoine-Sébastien Lavialle de Masmorel », dans Adolphe Robert et Gaston Cougny, Dictionnaire des parlementaires français, Edgar Bourloton, 1889-1891 [détail de l’édition]